# Стидна ваш
Стидна ваш (лат. Pthirus pubis) или пицајзла јесте инсект који је искључиво људски паразит и храни се крвљу. Стидна ваш се обично налази на стидним длачицама код људи, односно длакама на гениталијама. Иако стидна ваш не може да скаче, она може да живи и на другим деловима тела који су прекривени јачом длаком, као што је простор између ануса и полног органа код жена и мушкараца, али могу бити по целом телу код мушкараца, а на трепавицама код деце.
Људи су једини познати домаћини стидне ваши, иако једна блиска врста овог паразита (Pthirus gorillae) инфицира гориле. Сматра се да се људски паразит одвојио од оног са гориле пре приближно 3,3 милиона година. Сродни род им је и Pediculus која је нешто између сиве и телесне ваши, а погађа претежно обичне шимпанзе и бонобое. 

## Опис
Одрасла стидна ваш је дугачка приближно 1,3 до два милиметара (нешто је мања од телесне и сиве ваши), а разликује се од осталих врста по томе што јој је тело округло. Још једна карактеристика за њу је да су јој други и трећи пар ногу много дебљи од предњих ногу и додатно имају велике канџе.

## Животни циклус
Стидна ваш обично полаже јајашца на грубе длаке гениталних и међачких региона људскога тела. Зато се у народу одомаћио излаз пицајзле. Женка полаже приближно три јајашца дневно. Нимфама је потребно шест до осам дана да се излегу, а постоје три фазе нимфе које заједно трају 10 до 17 дана пре него што се одрасла јединка развије, чинећи укупан животни циклус од јајета до одрасле јединке од 16 до 25 дана. Одрасле јединке живе до 30 дана. Стидне ваши се хране искључиво крвљу и узимају оброк четири до пет пута дневно. Изван домаћина могу да преживе дан-два. Стидне ваши се преносе са особе на особу најчешће сексуалним контактом, иако постељина и одећа могу играти мању улогу у њиховом преносу.

## Инфестација људи
Инфестација трепавица се назива pediculosis ciliaris или phthiriasis palpebrarum.
Главни симптом инфестације стидним вашима је свраб, обично у пределу гениталија, који је резултат преосетљивости на пљувачку ваши, која може постати јача током две или више седмица након почетне инфестације. Код неких инфестација, на месту храњења се појављује карактеристична сиво-плава или шкриљаста боја (maculae caeruleae) која може трајати неколико дана.
Тренутна распрострањеност диљем света је процењена на приближно два одсто људске популације, али је тешко проценити тачне бројеве јер многе здравствене власти не сматрају да инфестација стидним вашима треба да се третира као нешто значајно, а многи случајеви се лече сами или уз дискрециону помоћ лекара.
Претпоставља се да је све већи проценат људи који уклањају своје стидне длаке, посебно код жена, довео до смањења популације стидних ваши у неким деловима света.
Није познато да ли стидне ваши преносе неке болести. Код инфестираних јединки може се наћи у просеку десетак вашки. Иако се обично налазе закачене за длаке на гениталијама, понекад се налазе и на јачим длакама осталих делова тела, као што су обрве, трепавице, брада, бркови, груди, пазуси...Обично се не јављају на финој длаци. Стидне ваши се везују за стидне длаке које су дебље од осталих длака на телу јер су њихове канџе прилагођене пречнику стидне длаке и других густи длака на телу. Отуда се и у народу одомаћио израз пицајзле. Инфестација стидним вашима (Pediculosis pubis) обично се преносе сексуалним контактом и најчешће код одраслих. Стидна ваш може да путује до 25 цм. по телу. Инфестација стидним вашима је присутна широм света и јавља се код свих етничких и социо-економских група људи. Повремено се могу пренети и блиским личним контактом или контактом са предметима као што су одећа, постељина и пешкири које је користила заражена особа.
Стидне ваши које се налазе на глави или трепавицама деце могу бити показатељ ране сексуалне активности или сексуалног силовања. Симптоми заразе стидних ваши у гениталном подручју укључују свраб, црвенило и упалу. Није познато да ли стидне ваши преносе болести, међутим секундарна бактеријска инфекција може настати чешањем коже.
Инфестација стидним вашима може се дијагностиковати идентификовањем присуства активних стадијума ваши, као што су јаја (гњиде) на стидним длачицама и другим длакама по телу. Када се дијагностификује инфестација, треба прегледати и друге чланове породице и особе са којима је извор био у контакту. За боље откривање може се користити лупа или дермоскоп.